# Melle Dotinga
Melle Dotinga (Deersum, 16 juni 1885 - 2 januari 1965) was een Nederlands politicus. 
Hij werd in Friesland geboren als zoon van Sytze Melles Dotinga (1861-1910, koopman) en Lijsbeth Sipkes Dijkstra (*1859). Hij was werkzaam als commies bij de gemeentesecretarie van Amersfoort voor hij in 1919 benoemd werd tot burgemeester van Avereest. In 1926 volgde zijn benoeming tot burgemeester van Weesp. Die gemeente kreeg in 1942 een NSB'er als burgemeester maar na de bevrijding keerde Dotinga terug in zijn oude functie. Hij ging in 1950 met pensioen en overleed in 1965 op 79-jarige leeftijd. 